# Holoproteína
Una holoproteína es una proteína que está conformada exclusivamente por una secuencia de aminoácidos. Es sinónimo de proteína simple. En la actualidad, se entiende por holoproteína a la unión de la secuencia de aminoácidos con su grupo prostésico; formando una proteína conjugada (la secuencia de aminoácidos que no tiene grupo protésico es la apoproteína). 

## Clasificación
Las holoproteínas se clasifican en:

### Albuminas
Estas proteínas son solubles en agua, se encuentran en todas las células del cuerpo y también en el torrente sanguíneo. Algunos ejemplos de albúminas son las lacto albúminas que se encuentran en la leche y las seroalbúminas que se encuentran en la sangre.

### Globulinas
Estas proteínas son solubles en agua y en soluciones salinas diluidas con fuertes ácidos y sus bases. Los ejemplos de globulinas son la lactoglobulina de la leche y la ovoglobulina.

### Gluteínas
Estas proteínas son solubles en ácidos diluidos y en álcalis. La proteína de glutelina de trigo es un buen ejemplo de glutelinas. Éstas, solo se producen en el material vegetal.

### Prolaminas
Estas proteínas son solubles en un 70 u 80% de alcohol. Entre ellas podemos destacar el fliadin de trigo y la zeína del maíz. Se encuentran únicamente en los materiales vegetales.

### Albumonoides
Los albuminoides o las selenoproteinas son insolubles en todos los disolventes neutros, en los álcalis diluidos y en los ácidos. Se encuentran en los tejidos conectivos, en el cabello y en las uñas. Algunos ejemplos son la queratina, que se encuentra en las capas queratinizadas de la piel y en la corteza o córtex del cabello y de las uñas y el colágeno que se encuentra en las fibras blancas del tejido areolar.

### Histonas
Éstas son proteínas solubles en agua en la que los ácidos básicos aminados son predominantes. Son ricos en arginina o en lisina. Las eucariotas del ADN de los cromosomas se asocian con las histonas en la formación de las nucleoproteínas.

### Protaminas
Estas proteínas son solubles en agua y en polipéptidos básicos de bajo peso molecular (aproximadamente de unos 4.000 daltons). Son muy ricos en aminoácidos argininos. La cadena polipeptídica consiste en 28 residuos de aminoácidos, entre los que se incluyen 19 argininas y 8 o 9 aminoácidos no básicos. Las protaminas se encuentran unidas al ADN de los espermatozoides de algunos peces. Algunos ejemplos de protaminas son la salmina (del salmón) y la esturina (de los esturiones).